# Sébastien Bassong
Sébastien Aymar Bassong Nguena (* 9. Juli 1986 in Paris) ist ein französischer ehemaliger Fußballspieler. International spielte er für Kamerun.

## Spielerkarriere

### National
Sébastien Bassong stammt aus der Jugend des französischen Traditionsvereins FC Metz. Mit den Nordfranzosen stieg er 2006/07 als Stammspieler in die Ligue 1 auf. Nach dem direkten Wiederabstieg zog es ihn zum englischen Erstligisten Newcastle United. Nach dem Abstieg von Newcastle in der Saison 2008/09 wechselte der hochgewachsene Abwehrspieler für acht Millionen Pfund zu Tottenham Hotspur.
Sein Debüt in der Premier League gab Bassong am 30. August 2008 bei der 0:3-Niederlage beim FC Arsenal, als er in der 44. Spielminute für den verletzten José Enrique eingewechselt wurde.
Am 31. Januar 2012 gab Tottenham Hotspur bekannt, dass Bassong bis Saisonende an die Wolverhampton Wanderers ausgeliehen werde.
Zur Saison 2012/13 wechselte Bassong zum Ligakonkurrenten Norwich City, wo er einen Dreijahresvertrag bis zum 30. Juni 2015 unterschrieb.

### International
Sébastien Bassong bestritt zwei Länderspiele für Frankreichs U-21-Nationalmannschaft. Sebastien Bassong entschied sich jedoch für die Nationalmannschaft Kameruns aufzulaufen und gab am 12. August 2009 gegen Österreich sein Länderspieldebüt. Für die Fußball-Weltmeisterschaft 2010 in Südafrika wurde er in das 23-köpfige kamerunische Aufgebot berufen.

## Erfolge
- 2006/07 – Aufstieg in die Ligue 1 mit dem FC Metz